# Mike Lewis
Mike Lewis, född den 15 april 1981 i Victoria, British Columbia, är en kanadensisk roddare.
Han tog OS-brons i lättvikts-fyra utan styrman i samband med de olympiska roddtävlingarna 2008 i Peking.